# Jan Wijnants
Jan Wijnants (Haarlem, 1632 - Amsterdam, 23 de gener de 1684) va ser un pintor i dibuixant neerlandès. Especialitzat en la pintura de paisatge amb figures o sense.

## Biografia
Nascut en una família catòlica de Haarlem, va ser el fill gran d'un marxant d'art també anomenat Jan Wijnants. Pel segon matrimoni del seu pare, va ser germanastre d'Egbert van Heemskerck (1634-1704), pintor d'escenes de gènere. El 1653 es trobava a Rotterdam, a casa d'un familiar, encara que és probable que retornés després a Haarlem i que romangués allà fins a l'abril de 1660, quan es documenta el lloguer al seu nom d'una casa a Amsterdam. Pocs mesos més tard, al desembre d'aquest any, va contreure matrimoni amb Catharina van der Veer, i segurament que no va abandonar ja aquesta ciutat fins a la seva mort. Va ser pare de quatre fills.
Wijnants és conegut principalment pels seus paisatges d'estil italià. Els pintors Nicolaes de Vree i Adriaen van de Velde van ser alumnes en el seu estudi i posteriorment el seu estil va tenir influència a l'artista anglès, Thomas Gainsborough, l'artista alemany Wilhelm von Kobell i els artistes neerlandesos Anthonie van Borssom i Willem Buytewech.

## Galeria
|  |  |  |